# Изумруд (клипер)
«Изумруд» (рус. дореф. Изумрудъ) — деревянный парусно-винтовой клипер I ранга типа «Алмаз» Российского императорского флота. Относился к клиперам 3-й серии. Служил на Балтике и Дальнем Востоке России, совершил кругосветное плавание. Приказом № 175 от 11 июня 1867 года «Изумруд» переклассифицирован из I ранга во II ранг. 11 октября 1886 года исключён из списков кораблей Российского императорского флота и продан на слом.

## Проект
Проект клиперов был разработан в рамках выполнения судостроительной программы 1857 года в Морском ведомстве России под руководством Н. П. Козлова и А. А. Иващенко. Общее техническое руководство проекта осуществил член Пароходного комитета капитан 2-го ранга И. А. Шестаков, непосредственное руководство при исполнении проекта было поручено А. А. Попову. По этому проекту, с доработками, было построено четыре серии: в 1855—1857 годах шесть клиперов типа «Разбойник»; в 1859—1862 годах три типа «Гайдамак»; в 1860—1863 годах четыре типа «Алмаз»; в 1875—1880 годах восемь типа «Крейсер».
Корабли предназначались для крейсирования на океанских коммуникациях противника при начале возможных боевых действий. Эта идея принадлежала И. А. Шестакову, и она была поддержана великим князем Константином Николаевичем.

## Постройка
Клипер заложили 14 июня 1860 года в Санкт-Петербурге на стапеле Нового Адмиралтейства. Строителем стал корабельный инженер капитан А. А. Иващенко. С 1861 года к строительству присоединился Корпуса корабельных инженеров младший судостроитель кондуктор Р. Ю. Тирнштейн
«Изумруд» спущен на воду 1 сентября 1862 года. Стоимость постройки корпуса составила 304 417 рублей. По завершении испытаний, клипер принят в казну и вошёл в строй Балтийского флота в августе 1863 года.

## Конструкция
Клипер «Изумруд» относился к третьей серии клиперов. Корабль имел деревянный корпус, построенный из курляндского, польского и казанского дуба с добавлением тика, красного дерева, лиственницы и сосны. Крепление подводной части корпуса проводилось медью, а надводной — железом. Водоизмещение 1585,7 тонн. Длина между перпендикулярами 76,2 метра, ширина 9,37 метра. Осадка порожнем — 4,0 метра носом, 4,7 метра кормой; средняя осадка при загрузке 5,87 метра. Экипаж состоял из 196 человек.

### Главные механизмы
Паровая машина имела мощность 1254 индикаторных л. с. (350 номинальных л. с.) и была изготовлена в Бельгии на заводе Коккериль. Общая цена главных механизмов составила 157 274 рублей 50 копеек. Движителем являлись один винт фиксированного шага и паруса. На проведённых ходовых испытаниях «Изумруд» смог показать стабильный 13-узловой ход при мощности машины 1254 индикаторные л. c. Несмотря на то, что данная скорость была показана на испытаниях при благоприятных условиях, по рапортам командиров, в ходе службы, клипер под парусами развивал и держал скорость хода до 12,5 — 13 узлов. Средний ход под парусами был от 7 до 10 узлов. Это делало его лучшим «ходоком» из третьей серии клиперов.

### Вооружение
На вооружении были три 152–мм орудия (60-фунтовые пушки № 1) и два 9–фн орудия (по другим данным — четыре 8-фунтовые нарезные пушки).
К 1870 году клипер получил пушки образца 1867 года: три 6-дюймовые и четыре 4-фунтовые. К 1880 году две 4-фунтовые пушки заменили на две 9-фунтовые.

## Служба
В 1864 году «Изумруд» зачислен в 3-й Флотский экипаж. В этом же году «Изумруд» под командованием капитан-лейтенанта Ф. К. Крузенштерна был включён в состав отряда под флагом контр-адмирала К. Н. Посьета. Отряд был назначен в Балтийские воды для практики великого князя Алексея Александровича. В состав отряда вошли фрегат «Светлана», клипер «Изумруд», клипер «Яхонт», яхта «Штандарт», яхта «Славянка», яхта «Королева Виктория» и яхта «Забава». Отряд посетил Ревель, Ригу, Стокгольм, Карлскрун, Любек и другие порты Балтийского моря. Далее корабль был включён в отряд кораблей капитана 1-го ранга И. Н. Изыльметьева.
22 августа 1864 года «Изумруд» и «Яхонт» подошли к острову Готска-Сандён, где в ночь с 12 на 13 августа сел на мель клипер «Всадник», наскочив на камни. 28 августа сюда прибыл «Жемчуг» а 30 числа «Светлана» и «Громобой». 1 сентября «Всадник» был снят силами двух клиперов и одного фрегата. 3 сентября повреждённый клипер был переведён в Кронштадт под буксиром «Жемчуга».

### Первое плавание на Тихий океан
В 1865—1867 годах «Изумруд» под командованием капитан-лейтенанта В. Н. Брылкина совершил плавание на Дальний Восток России.
В июле 1865 года на Тихий океан был отправлен отряд кораблей. В его составе были корвет «Аскольд», клипер «Изумруд», канонерская лодка «Соболь» и шхуна «Алеут». «Аскольд» ушёл 31 июля, а 4 августа «Изумруд», «Соболь» и «Алеут». К середине августа корабли сосредоточились на Копенгагенском рейде. 17 августа корабли ушли в Шербур. В ноябре корабли соединились на рейде Рио-де-Жанейро. Далее, пройдя мыс Доброй Надежды «Изумруд» взял курс на Гонконг, и далее в Шанхай — в устье реки Вусунг. По прибытии «Изумруд» зачислили в состав эскадры Тихого океана.
5 мая 1866 года «Изумруд» и «Аскольд» пришли в Нагасаки, где застали корвет «Варяг». Далее, «Изумруд» выполнил ряд гидрографических работ и астрономических наблюдений в заливе Петра Великого; нёс стационерную службу в Нагасаки, Хакодате и Шанхае.
В декабре 1866 года командующий отрядом капитан 1-го ранга Ф. С. Керн получил приказ о возвращении эскадры в Россию. В обратный путь «Аскольд» и «Изумруд» отправились вместе. Посетив Батавию (ныне Джакарта), 22 декабря в Зондском проливе корабли разошлись. Обогнув мыс Доброй Надежды, корабли встретились, а 29 января 1867 года в Столовой бухте близ Саймонстауна к ним подошёл «Аскольд». 30 апреля «Аскольд», «Варяг» и «Изумруд» пришли на рижский рейд.
Здесь, по распоряжению Великого князя корабли получили почётную миссию — отправится в Фальстербу и встретить короля Датского, после чего встретить Георга I, прибывшего для бракосочетания с Великой княжной Ольгой Константиновной. Начальником отряда был назначен контр-адмирал А. Е. Кроун, который устроил свой штаб на «Варяге». 10 мая в Фальстербу на борт «Варяга» поднялся король Датский и Великий князь. 23 мая корабли пришли в Копенгаген, после вернулись на рижский рейд, где отряд был распущен. 28 числа корабли ошвартовались в Гельсингфорсе, а 29 в Кронштадте. Тем самым закончилось первое путешествие «Изумруда» на Тихий океан. Приказом № 175 от 11 июня 1867 года «Аскольд», «Изумруд» и «Варяг» переклассифицированы из I ранга во II ранг.

### Служба на Балтике
3 марта 1869 года приказом по Морскому ведомству № 34 «Изумруд» был перечислен из 3-го Флотского экипажа в Гвардейский экипаж. В 1869 году в составе отряда кораблей Гвардейского экипажа он плавал по Балтийскому морю и Финскому заливу с великими князьями. Далее, приказом Генерал-адмирала № 82 от 6 июня 1869 года, «Изумруд» переведён из Гвардейского экипажа в 6-й Флотский экипаж.
С окончанием кампании клипер был поставлен в Кронштадте на ремонт и к началу кампании 1870 года клипер был отремонтирован. Во время ремонта были установлены новые котлы. Также клипер был перевооружён — старые орудия заменили три 6-дюймовые пушки образца 1867 года и четыре 4-фунтовых орудия.

### Второе плавание на Тихий океан
В 1870—1873 годах «Изумруд» под командованием капитан-лейтенанта, с 1872 года капитана 2-го ранга, М. Н. Кумани совершил второе плавание на Дальний Восток России. Все аспекты данного вояжа командир клипера публиковал в журнале «Морской сборник» в 1870—1873 годах.
В 1870 году «Изумруд» вновь включён в отряд кораблей, отправляющийся на Тихий океан. 17 октября великий князь Константин Николаевич сделал смотр кораблям отряда — корвету «Витязь», клиперу «Изумруд», шхуне «Ермак» и шхуне «Тунгуз».
В ходе плавания команда клипера провела изучение морей Индийского океана. На Тихом океане клипер привлекался для гидрографических работ и несения стационерной службы в портах Японии и Китая. Также клипер посетил Австралию — с 3 марта по 6 апреля находился в Мельбурне, а с 10 по 23 апреля 1872 года в Сиднее. Летом клипер посетил Новую Каледонию — в Нумеа М. Н. Кумани встретился с местным властям, посетил расположенные там французские войска и лазарет. Также он встретил там каторжника А. И. Березовского, покушавшегося на жизнь Александра II. К августу 1872 года появились слухи, что во время своей первой экспедиции по Новой Гвинее погиб знаменитый путешественник Н. Н. Миклухо-Маклай. На его поиски, по распоряжению генерал-адмирала, из Нагасаки был отправлен «Изумруд», для чего был включён в состав команды клипера офицер с «Витязя» К. Д. Рончевский, так как именно этот корвет доставил туда путешественника, и офицер знал некоторые обстоятельства дела. На пути клипер посетил Гонконг, Маниллу, Тернате и Дорей (28 ноября).
19 декабря 1872 года «Изумруд» вошёл в залив Астролябия. 24 декабря (в некоторых источниках 22 декабря) клипер с Н. Н. Миклухо-Маклаем на борту направился к Молуккским островам и несколько недель провёл в плавании вдоль островов Индонезии и Филиппин, после чего ушёл на остров Ява, где Н. Н. Миклухо-Маклай сошёл на берег, но из-за болезни вернулся на борт клипера. За время непродолжительного пребывания в бухте Константина, более половины команды заболели малярией.
В январе 1873 года «Изумруд» находился в течение шести недель на острове Тернате, пока команда клипера не пошла на поправку. В это время Н. Н. Миклухо-Маклай совершил поездки на остров Тидоре и в северную часть Сулавеси — полуостров Минахаса. На Тернате Миклухо-Маклай окончил предварительный отчёт о Новой Гвинее для Русского географического общества. С 21 марта в течение 6 дней «Изумруд» находился в Маниле. После чего отправился в Гонконг, откуда Н. Н. Миклухо-Маклай связался с генерал-губернатором Нидерландской Ост-Индии Джеймсом Лаудоном (нидерл. James Loudon), и получил приглашение участвовать в голландской экспедиции на Новую Гвинею. Далее, «Изумруд» доставил Николая Николаевича в Батавию, где он сошёл на берег.
В ходе этого плавания с Н. Н. Миклухо-Маклаем были исправлены и откорректированы старые морские карты, что сделало навигацию русских судов в этом регионе более безопасной. Также Н. Н. Миклухо-Маклай назвал в честь клипера пролив в Новогвинейском море между островами Каркар и Новая Гвинея. В апреле 1873 года клипер отправился на соединение с эскадрой. Далее Михаил Николаевич получил предписание с клипером вернуться на Балтику.
В октябре 1873 года «Изумруд» вернулся на Балтику. По итогам этого плавания, М. Н. Кумани был досрочно произведён в чин капитана 1-го ранга.

### Служба на Балтике
В сентябре — октябре 1874 года сводная команда лучших кочегаров Балтийского флота, составленная из моряков с корвета «Боярин» и клипера «Изумруд» проводила ходовые испытания канонерской лодки «Ёрш». Лодка совершила пробное плавание до Кронштадта и обратно, развив скорость не более 5 узлов, а 19 октября, несмотря на использование отборного ньюкастльского угля, лодка всё равно не смогла развить проектную скорость.

#### Большие манёвры Балтийского флота
В августе 1882 года «Изумруд» участвовал в больших морских манёврах Балтийского флота, начавшихся 23 числа. По сценарию манёвров корабли были разделены на три эскадры — атакующую (первая), защищающуюся (вторая) и эскадру подкрепления (третья).
- В первую эскадру вошли: броненосный фрегат «Князь Пожарский» (брейд-вымпел свиты Е. И. В. контр-адмирала Д. 3. Головачёва), фрегат «Светлана», корветы «Аскольд», «Варяг», «Богатырь», «Боярин», «Гиляк», двух-башенная броненосная лодка «Русалка», тендер «Кадет», миноносец «Взрыв», миноноски «Ракета», «Самопал», «Пескарь», «Иволга», «Индюк», парусные яхты «Королева Виктория», «Никса», «Забава».
- Во вторую эскадру вошли: пароход «Ильмень» (брейд-вымпел свиты Е. И. В. контр-адмирала В. П. Шмидта), канонерские лодки «Вихрь», «Ёрш», «Град», «Щит», «Хват», миноноски «Жаворонок», «Филин», «Сирена», «Касатка», «Галка», «Дельфин», речной пароход и баржа с партией минеров.
- В третей эскадре были: броненосный фрегат «Адмирал Лазарев» (брейд-вымпел контр-адмирала К. П. Пилкина), плавучие батареи «Не тронь меня», «Первенец», клипера «Изумруд» и «Жемчуг», монитор «Лава», колёсный пароход «Днепр».

Вторая эскадра разделившись на две части провела минирование подходов к Выборгу и заняла атакующие позиции на южном и северном направлениях, также часть кораблей была оставлена в резерве. В это время «Варяг» и «Аскольд» провели артиллерийскую подготовку и высадку десанта на остров Тейкар-Сари и организовали базу снабжения для атакующей эскадры между островами Менц и Уран-Сари. Оборону этих островов обеспечивали «Боярин» и «Гиляк», занявшие северный и южный проходы к этим островам. Другие корабли эскадры проводили условную бомбардировку Выборга, а миноносцы и миноноски отбивали атаки «второй» эскадры, при этом, парусные яхты выполняли роль транспортов и кораблей связи. Все действия кораблей проходили под личным наблюдением Александра III, который при необходимости сходил на берег или переходил на различные корабли. Манёвры, артиллерийские стрельбы, а также постановка и подрыв мин продолжались и ночью. Утром 24 августа в помощь обороняющимся подошла «третья» эскадра. Именно в этот день были проведены основные сцены боя. В исходе 5-го часа обороняющиеся начали одерживать победу, и Александр III вернулся на императорскую яхту «Держава», а корабли эскадр начали выстраиваться на Транзундском рейде. 25 августа состоялся Высочайший смотр флота.

### Вывод из боевого состава
Приказом генерал-адмирала № 16 от 16 февраля 1885 года корвет «Варяг», корвет «Воевода», клипер «Изумруд», клипер «Гайдамак» и парусный транспорт (бывший корвет) «Гиляк» предписывалось сдать к Кронштадтскому порту. С 31 мая 1885 года по 18 сентября 1886 года клипером «Изумруд» заведовал мичман И. А. Козлинский. Приказом генерал-адмирала № 114 от 11 октября 1886 года фрегат «Севастополь», клипер «Гайдамак» и клипер «Изумруд» исключили из списков кораблей Балтийского флота по непригодности к дальнейшей службе и продали на слом.

## Оценка
Командир капитан-лейтенант В. Н. Брылкин, совершив переход до Гонконга, так в рапорте оценил клипер «Изумруд»: 

Клипер совершенно цел, течи не имеет, ни один болт у него не подался, ни один паз не разошелся; после Кронштадта он ни разу не конопачен; до сих пор не имеет не только повреждений каких-нибудь серьезных, но на нем даже ни одного лисельного рейка не сломалось… Прекрасный чертеж и хорошая и добросовестная постройка его, само собой, играют тут первую роль… Но единственным недостатком корабля была слишком слабая артиллерия, что легко устранить перевооружением клипера

## Командный состав

### Командиры
- ??.??.????—17.09.1862 капитан-лейтенант Александр Розенберг 1-й[20]
- 01.10.1862—??.??.1865 капитан-лейтенант Ф. К. Крузенштерн[21]
- ??.??.1865—24.02.1869[22] капитан-лейтенант В. Н. Брылкин
- 31.03.1869[23]—12.05.1869[24] капитан 2-го ранга, с 20.4.1869[25] капитан 1-го ранга К. В. Небольсин
- 26.05.1869[26]—23.06.1874 капитан-лейтенант, с 1.1.1871 года капитан 2-го ранга, с 5.8.1873 года капитан 1-го ранга  М. Н. Кумани
- 23.06.1874—10.03.1875 капитан-лейтенант К. Н. Назимов (врид, с 10.02.1875 назначен командиром «Джигита», но оставался в должности до 10.03.1875)
- 10.02.1875—18.03.1885 капитан-лейтенант, с 01.01.1880 капитан 2-го ранга, с 01.01.1885 капитан 1-го ранга Лев Львов 1-й (вступил в должность 10.03.1875)
- 31.05.1885—18.09.1886 мичман И. А. Козлинский (заведующий)

### Другие должности
- ??.??.1865—??.??.1867 судовой врач младший ординатор В. И. Богданов
- ??.??.1865—??.09.1866 мичман Павловский Владимир[27]
- ??.??.1865—25.10.1865 мичман В. Н. Гембачев (утонул 25.10.1865)[28]
- ??.??.1870—??.??.1873 мичман Н. А. Римский-Корсаков
- ??.??.1870—??.??.1873 мичман А. Г. Нидермиллер
- ??.??.1873—??.??.1873 мичман А. М. Доможиров
- 19.10.1876—17.02.1877 исполняющий должность ревизора мичман П. И. Серебренников
- лейтенант А. П. Шафров